# Anotogaster flaveola
Anotogaster flaveola е вид водно конче от семейство Cordulegastridae.

## Разпространение
Видът е разпространен във Виетнам, Китай (Гуандун и Фудзиен), Провинции в КНР и Тайван.